# Khorma
Pour plus de détails, voir Fiche technique et Distribution.
Khorma, le crieur de nouvelles est un film franco-belgo-tunisien réalisé par Jilani Saadi et sorti en 2002.

## Fiche technique
- Titre : Khorma, le crieur de nouvelles
- Réalisation : Jilani Saadi
- Scénario : Jilani Saadi
- Photographie : Gilles Porte
- Décors : Anes Talmoudi
- Costumes : Fatma Ben Mahmoud
- Son : Moez Becheikh, Éric De Vos et David Rit
- Musique : Khaled Namlaghi
- Montage : Philippe Ravoet
- Production : K-Star - Pierre Javaux Productions - K2 - Jilani Saadi Productions
- Pays d'origine :  France -  Belgique -  Tunisie
- Durée : 80 minutes
- Genre : comédie
- Date de sortie : France : 14 juillet 2004

## Distribution
- Mohamed Grayaâ : Khorma
- Mohamed Mourali : Boukhalb
- Ramzi Brari : Kamel
- Hassen Khalsi : Hadj Khalifa
- Dalila Meftahi : Bournia
- Lazhari Sbaï : Abdallah
- Dorra Zarrouk : Zohra
- Tarek Zammouri : Habib
- Jamel Sassi : Sami
- Chedly El Ouerghy : Si Ali